# Lac de Valdaora
Le lac de Valdaora (Olanger Stausee ou Olanger See en allemand) est un lac artificiel du Tyrol du Sud. Il est situé dans le haut val Pusteria, entre les hameaux de Valdaora di sopra et Monguelfo. Il est parfois incorrectement appelé lac de Monguelfo en raison de sa proximité avec le hameau homonyme.
Le lac a une forme très allongée, mesurant 1 700 m de long et 400 m de large. Il occupe presque toute la vallée, à l'exception du chemin de fer Pusteria à l'ouest, et de la piste cyclable à l'est.
Dans les temps anciens, à la position actuelle du lac artificiel, il y avait un lac naturel, qui a été asséché en 1359 par l'un des fondateurs de la ville de Monguelfo, Georg von Welsperg, membre de la famille des Lords von Welsperg. Le séchage a permis la colonisation de la vallée.
Sur le lac, il est possible de pratiquer la pêche, sur remise d'un permis spécifique.

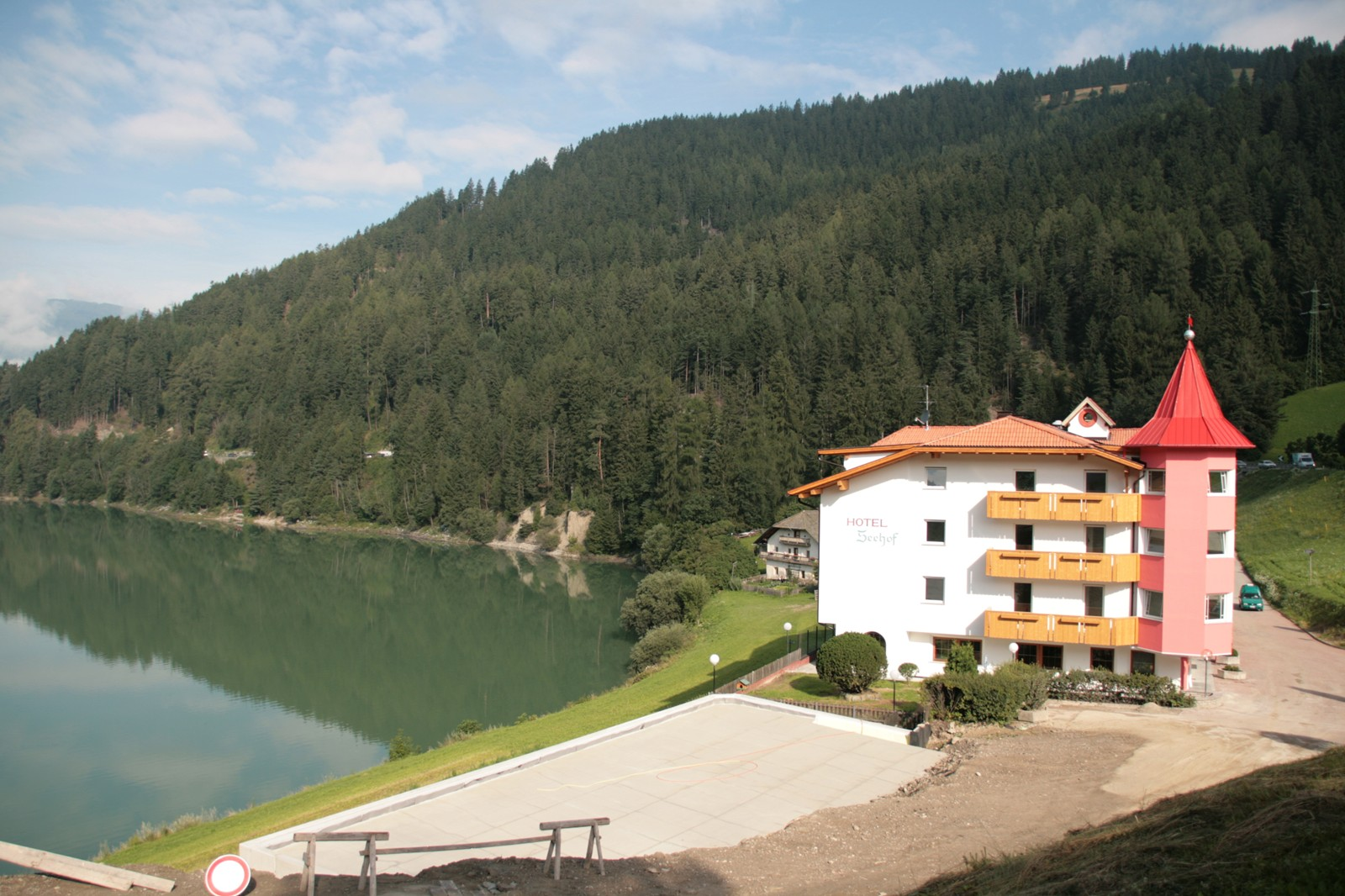
Auberge au bord du lac.
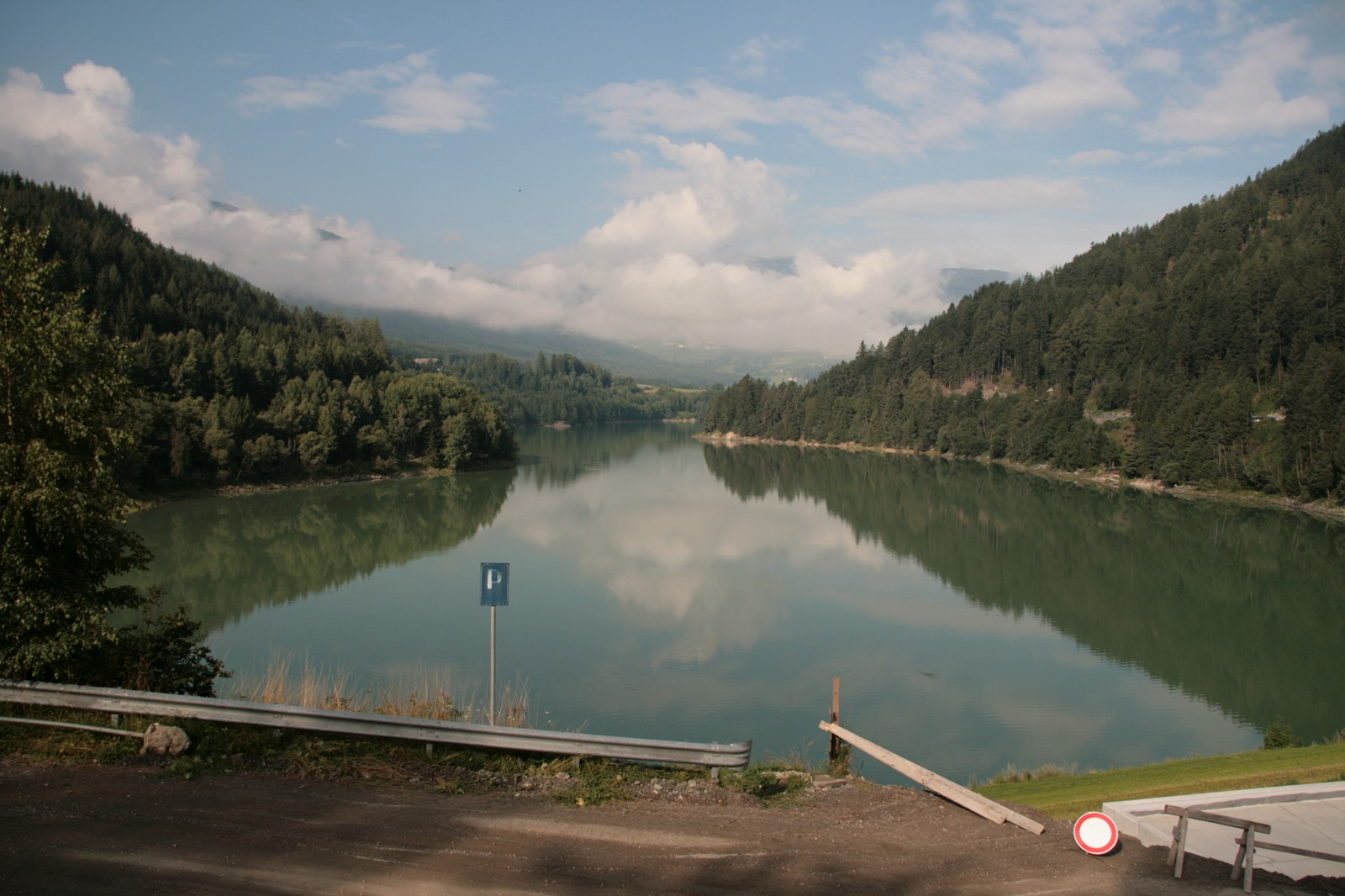
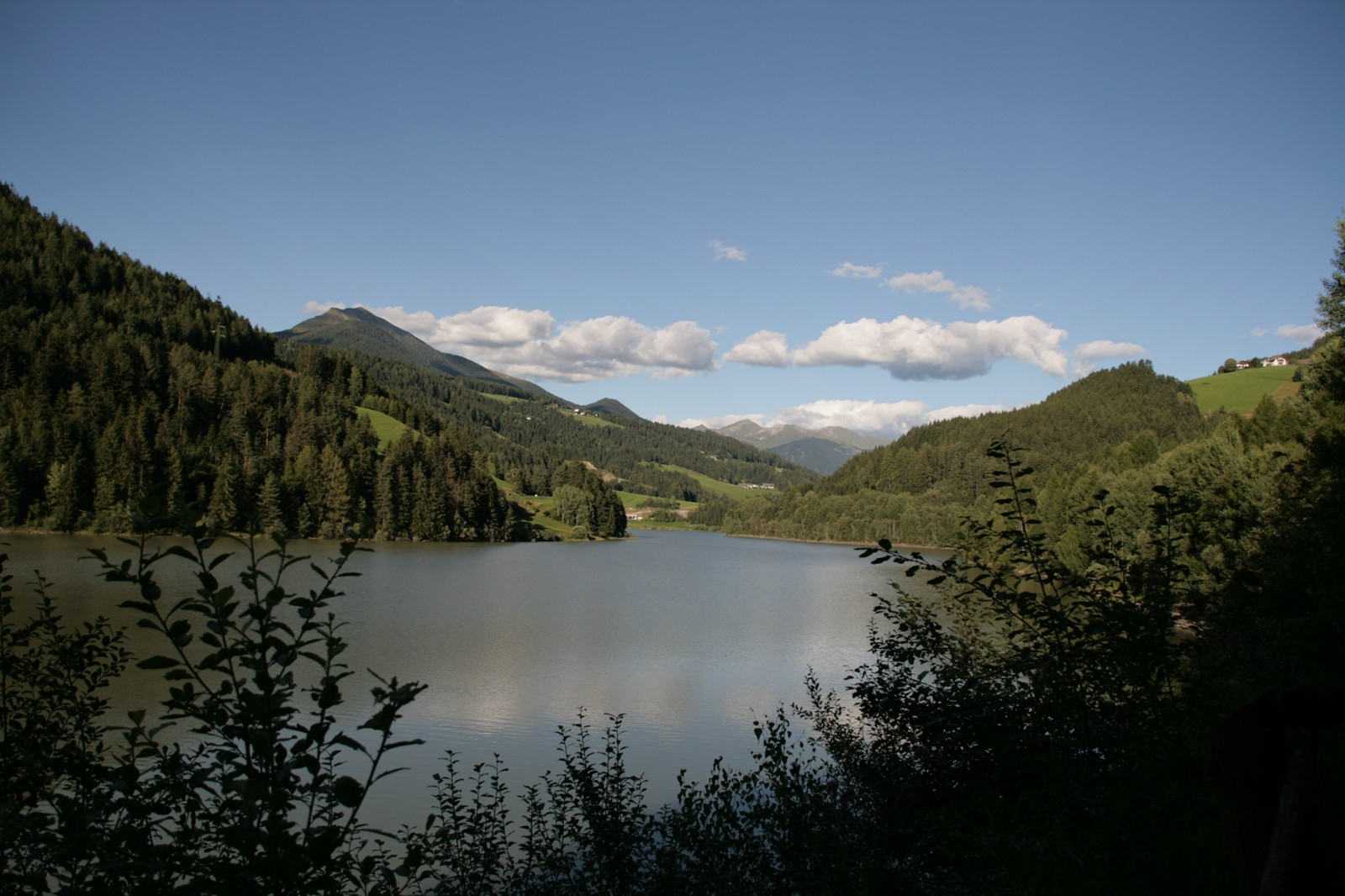
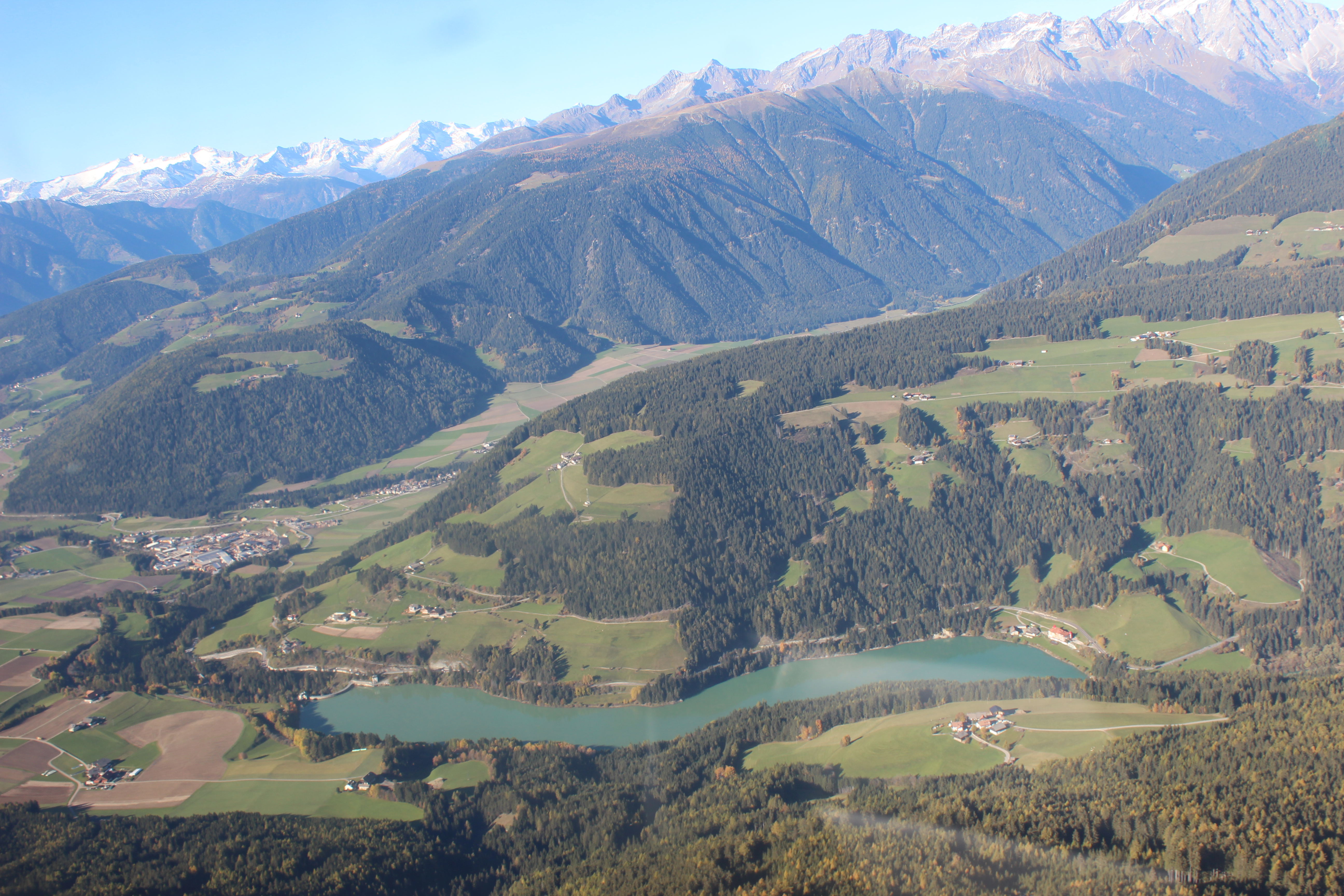